# 42 Korpus Strzelecki (ZSRR)

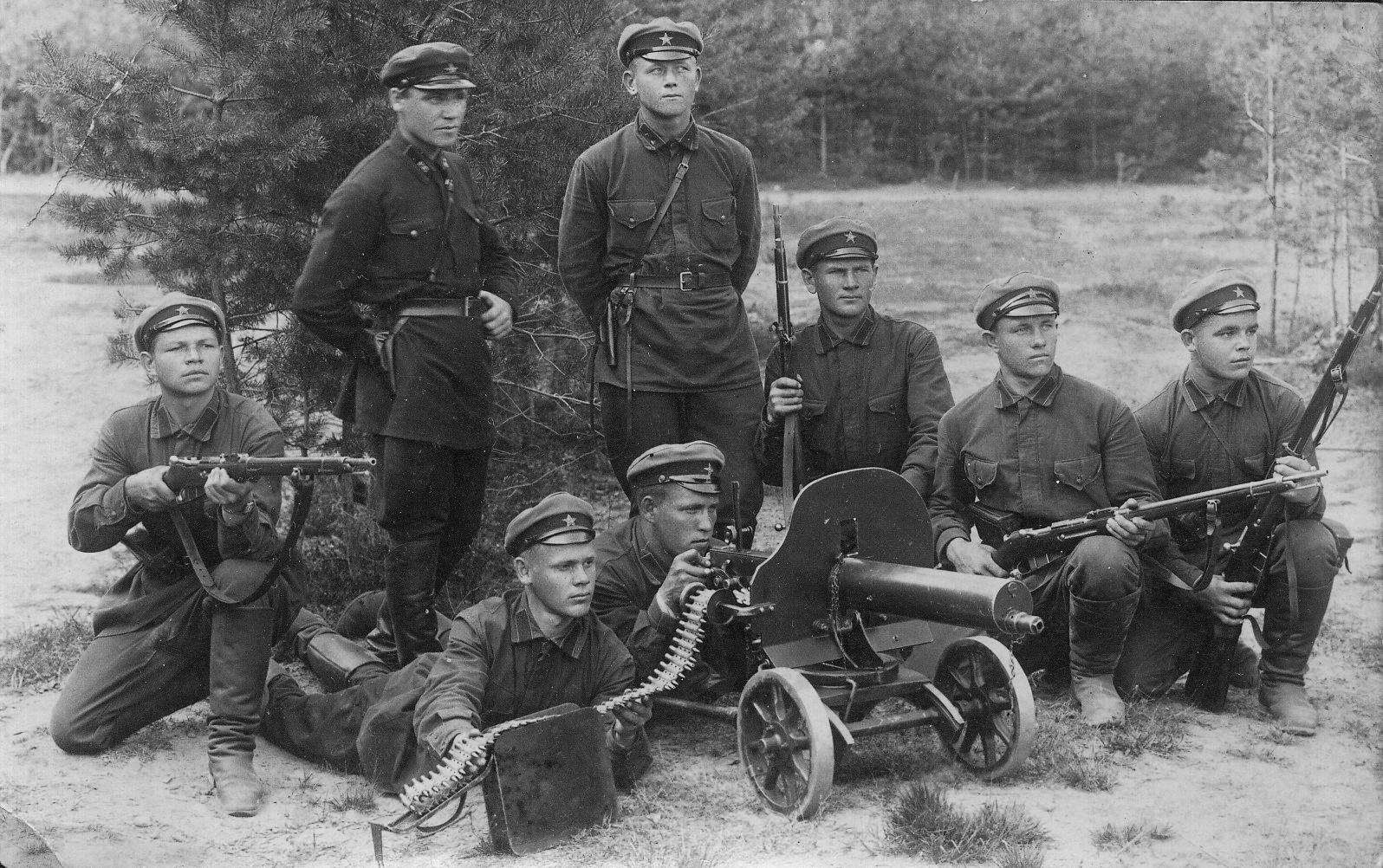
Piechota Armii Czerwonej około 1930 roku.

42 Korpus Strzelecki (ros. 42-й стрелковый корпус) – wyższy związek taktyczny Armii Czerwonej.

## Formowania i walki
42 Korpus Strzelecki (42 KS) sformowany został w 1941 roku. Od 22 czerwca 1941 roku prowadził walki obronne, związane z atakiem III Rzeszy na Związek Radziecki, wchodząc w tym czasie w skład 14 Armii.
Rozformowany pod koniec 1941 roku. Sformowanie ponownie w 1943 roku.
W styczniu 1945 uczestniczył razem z oddziałami 29 Korpusu Pancernego w walkach o Tolkmicko w Prusach Wschodnich. Szlak bojowy prowadzący przez Homel, Baranowicze, Bielsk Podlaski, Ostrów Mazowiecką, Ostródę 42 KS zakończył w rejonie Elbląga w składzie 48 Armii.

## Dowódcy korpusu
- gen. mjr Roman Panin[1]
- gen. por. Konstantin Kołganow[4] (01.06.1943 – 09.05.1945)[2]

## Struktura organizacyjna
Stan w dniu napaści III Rzeszy na ZSRR:
- 104 Dywizja Piechoty, dowódca: gen. mjr Stiepan Morozow
- 122 Dywizja Piechoty, dowódca: gen. mjr Piotr Szewczenko